# Richard T. Ely
Richard Theodore Ely, né en 1854 et mort en 1943, est un économiste américain et un des leaders du mouvement progressiste. Il était favorable à une plus grande intervention du gouvernement de façon à pallier ce qu'il percevait comme des injustices du capitalisme  de son temps. Il est un des fondateurs de l'American Economic Association, de la Christian Social Union (U.S.) et l'auteur de livres sur le mouvement ouvrier et d'autres questions sociales.

## Ouvrages
- French and German Socialism in Modern Times. New York : Harper & Brothers, 1883.
- The Past and Present of Political Economy. (contributeur) Baltimore, MD, USA : Johns Hopkins University, 1884.
- Recent American Socialism. Baltimore, MD, USA : Johns Hopkins University, 1885.
- The Labor Movement in America. New York : Thomas Y. Crowell & Co., 1886.
- Taxation in American States and Cities. New York : Thomas Y. Crowell & Co., 1888.
- Problems of To-day. (1888)
- Introduction to Political Economy. (1889)
- Social Aspects of Christianity, and Other Essays. (1889)
- The Universities and the Churches: An Address Delivered at the 31st University Convocation, State Chamber, Albany, New York, July 5, 1893. Albany : State University of New York, 1893.
- Socialism: An Examination of Its Nature, Its Strength and Its Weakness. (1894.) Reissued as The Strength and Weakness of Socialism.
- Socialism and Social Reform. (1894)
- The Social Law of Service. (1896)
- Monopolies and Trusts. New York : Macmillan, 1900.
- The Coming City. (1902)
- Studies in the Evolution of Industrial Society. (1903)
- Elementary Principles of Economics: Together with a Short Sketch of Economic History. Avec G. R. Wicker. New York : Macmillan, 1904.
- Outlines of Economics. Avec T. S. Adams, Max Otto Lorenz, et Allyn Abbott Young. (1908)
- Studies in the Evolution of Industrial Society. (1903 ; nouvelle édition, 1913.)
- Property and Contract in their Relation to the Distribution of Wealth. En deux volumes : volume 1 et volume 2. New York : Macmillan, 1914.
- "Private Colonization of Land", Madison : University of Wisconsin, 1918.
- Elements of Land Economics. (coauteur) (1926)
- Hard Times: The Way In and the Way Out. (1931)
- The Great Change. (coauteur) (1935)
- Ground Under Our Feet. (1938)
- Land Economics. Avec G. S. Wehrwein. (1940)